# サルグジャ語
サルグジャ語（サルグジャご、英: Surgujia）はインド語派に属する言語である。チャッティースガル州北部で話されている言語である。

## 言語名別称
- Suraji
- Surguja
- Surgujia-Chhattisgarhi
- Surjugia

## 関連項目

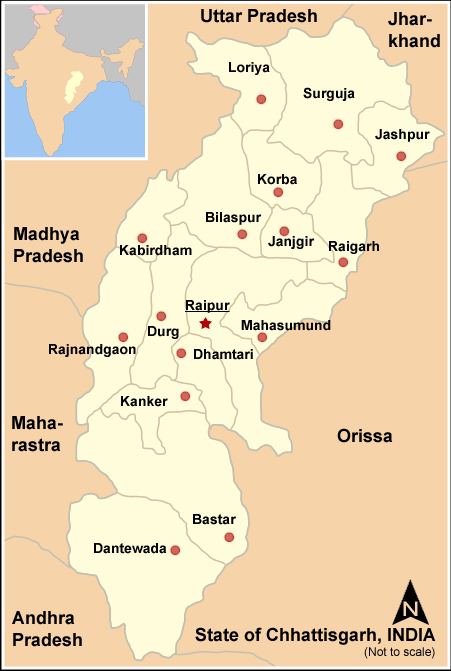
チャッティースガル州の県